# Hegesip de Meciberna
Hegesip de Meciberna (grec antic: Ἡγήσιππος, llatí: Hegesippus) fou un historiador i topògraf grec nadiu de Meciberna, a la Península Calcídica.
Va escriure una descripció de la península de Pal·lene. Dionís d'Halicarnàs diu que era un dels ἄνδρες ἀρχαῖοι καὶ λόγου ἄξιοι ('homes antics amb paraula de gran valor'). Vossius l'inclou al seu llibre De Historicis Græcis.